# Emerich Čech
Emerich Čech (5. listopadu 1870 Dvůr Králové nad Labem – 31. května 1951 Praha) byl český spisovatel a překladatel.

## Život
Emerich se narodil v rodině Aloise Čecha, polesného a měšťana ve Dvoře Králové nad Labem a Marie Čechové-Muchové. S manželkou Marií, měli dceru PhDr. Aloisii Rusevu-Čechovou (27. 1. 1911).
Byl vrchním inspektorem Československých státních drah, redaktorem odborného železničního časopisu Zprávy, překladatelem a kritikem slovanských literatur, slavistou, národopiscem, beletristou, autorem propagačních publikací a turistických průvodců. Překládal z ruštiny, polštiny a chorvatštiny. Přispíval do četných českých deníků.
V Praze XII bydlel na adrese Ve Pštrosce 6.

## Dílo

### Próza
- Kouzla pohádek: čtrnáct báchorek na polské motivy – s obrázky Rudolfa Adámka. Praha: Šolc a Šimáček, 1920
- Slovanské pohádky – na české, polské a ruské motivy; s obrázky R. Adámka. Praha: Šolc a Šimáček, 1923

### Studie
- Polsko-česká čítanka srovnávací: stručná encyklopaedie Polska. Svazek I, Přehled a charakteristika polské literatury – Praha: Bedřich Kočí, 1916
- Humor československých přísloví – Praha: Josef Richard Vilímek

### Překlady
- Vybrané obrázky – Boleslav Prus. Praha: Jan Otto, 1903
- Román v kleci a jiné novelly o manželství – Jevgenij Nikolajevič Čirikov. Praha: J. R. Vilímek, 1910
- Klíče ke štěstí: román – Anastasija Aleksejevna Verbickaja; z ruštiny; 1.–3. díl přeložila Libuše Baudyšová; 4. díl Vítězi a přemožení přeložil Emerich Čech. Praha: J. R. Vilímek,
- Spoutaný život a jiné novelly – J. N. Čirikov. Praha: J. R. Vilímek, 1917
- Tánino štěstí a jiné novelly – J. N. Čirikov. Praha: J. R. Vilímek, 1919
- O čem se nemluví – Gabriela Zapolska. Praha: B. Kočí, 1919[4]
- Cizinci: společenský román – J. N. Čirikov. Praha: J. R. Vilímek, 1920
- Mládí: román – J. N. Čirikov. Praha: J. R. Vilímek, 1920
- V rozpuku lásky a jiné novelly – J. N. Čirikov. Praha: J. R. Vilímek, 1920
- Na prahu života a jiné novelly – J. N. Čirikov. Praha: J. R. Vilímek, 1921
- Ozvěna mládí: řada novell – J. N. Čirikov. Praha: J. R. Vilímek, 1921
- Ztracený syn a jiné novelly – J. N. Čirikov. Praha: J. R. Vilímek, 1922
- Hříšná žena: román – Michail Petrovič Arcybašev. Praha: J. R. Vilímek, 1925
- Konec Landeho: román – M. P. Arcybašev. Praha: J. R. Vilímek, 1925
- Rodina Divokých: román – M. P. Arcybašev. Praha: J. R. Vilímek, 1925
- Žena otrokyně a jiné novely – M. P. Arcybašev. Praha: J. R. Vilímek, 1925
- Uštvané duše: dvě sociální romanetta – J. N. Čirikov. Praha: J. R. Vilímek, 1927
- Ivonka: román – Juliusz German, z polštiny. Praha: Českomoravské podniky tiskařské a vydavatelské (ČPTV), 1927
- Po mléčné dráze: humoristicko-satirický román umělců o 2 dílech – Kornel Makuszyński; z polštiny. Praha: ČPTV, 1927–1928
- Po různých cestách: román – Vasilij Ivanovič Němirovič-Dančenko. Praha: Melantrich, 1927
- S Bohem živote – V. I. Němirovič-Dančenko. Praha: Melantrich, 1927
- Rodina hrdinů: román o 3 dílech – V. I. Němirovič-Dančenkov. Praha: Melantrich, 1929
- Dva deníky: volná láska – V. I. Němirovič-Dančenkov. Praha: Melantrich, 1929
- Hercegovská země; Na rozcestí: společenský román ze záhřebského života – Ilija Jakovljević; z chorvatštiny. Praha: ČPTV, 1929
- Puškinova nevěsta – Sergej Nikolajevič Sergejev-Censkij. Praha: J. R. Vilímek, 1936

### Jiné
- Výbor českoslovanské poesie lidové – sestavil. Praha: J. Otto, 1899
- Polsko-český slovník – sestavil. Praha: J. Otto, 1900
- Rychlíkem od Šumavy k Tatrám – Praha: Šolc a Šimáček, 1921
- Československé státní dráhy: řada fotografických pohledů z drah Československé republiky – Praha: Šolc a Šimáček, 1922
- Vlakem z Krkonoš na Pováží – Praha: Ministerstvo železnic československé republiky (MŽČR), 1922
- Vlakem z Českého Švýcarska na jih – Praha: MŽČR, 1923